# Zima se blíží
Zima se blíží (v anglickém originále Winter Is Coming) je první díl první řady středověkého fantasy seriálu Hra o trůny, který byl vytvořen na motivy knižní série Píseň ledu a ohně od George R. R. Martina. Režie dílu se ujal Tim Van Patten, scénář vytvořili David Benioff a D. B. Weiss, kteří jsou hlavními tvůrci celého seriálu.
První díl celého seriálu se soustředí především na rodinu Starků, tedy rodinu Eddarda Starka a jeho manželky Cat. Vše začíná, stejně jako v knize, smrtí králova pobočníka Jona Arryna, jehož nástupcem je jmenován právě Eddard Stark. Samotný název dílu pochází z motta rodiny Starků: Zima se blíží (Winter is coming).

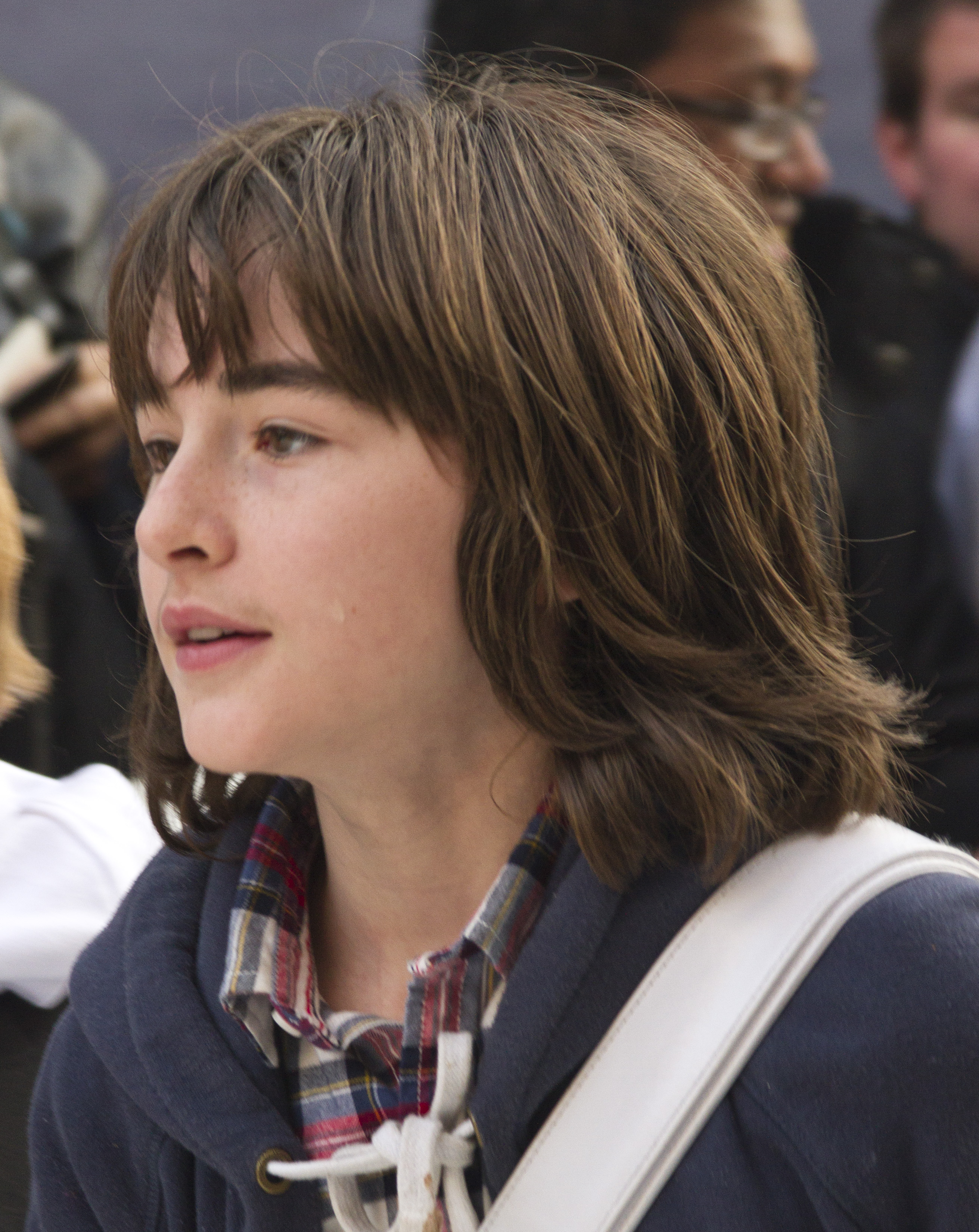
Isaac Hempstead-Wright, představitel Brana Starka, v roce 2011

## Děj

### Za Zdí
Skupina tří průzkumníků Noční hlídky – ser Waymar Royce (Rob Ostlere), Will (Bronson Webb) a Gared (Dermot Keaney) – vyjíždí za Zeď a vydávají se na průzkum, během něhož mají zjistit, kde se nachází nebezpečná skupina Divokých. Jeden z nich, Will, nachází vesnici Divokých plnou rozřezaných těl, která jsou sestavena do zvláštního obrazce. Vrátí se pro své dva přátele, když ti ale na místo přijedou, najdou vesnici prázdnou. Zatímco hledají stopy, první z nich je zabit a následuje i druhý. Will vše vidí a přestože bytosti, které zabily jeho přátele a Divoké, ho uvidí, nechají ho odejít.

### Královo přístaviště

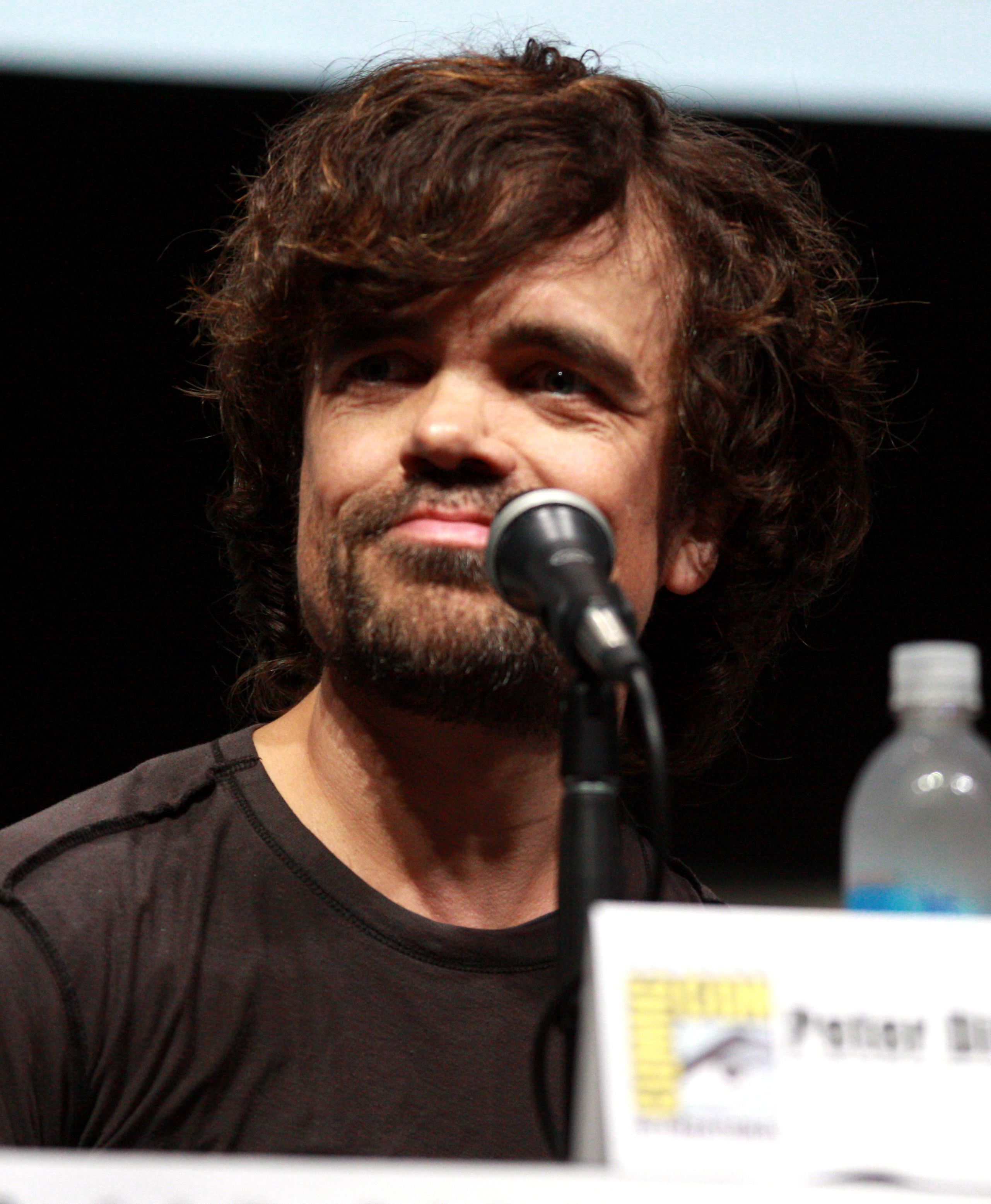
Peter Dinklage ztvárnící Tyriona Lannistera

V Králově přístavišti se odehrává posmrtný obřad za Jona Arryna, kde se spolu setkávají Jaime Lannister (Nikolaj Coster-Waldau) a jeho sestra: královna Cersei (Lena Headeyová). Mluví neurčitě o tom, zda bývalý králův pobočník Jon Arryn stačil před svojí smrtí prozradit jejich tajemství. Cersei je nervózní, ale Jaime ji ujistí, že pokud to někomu Jon Arryn řekl, daného člověka odstraní.

### Na Zimohradu
Po krátké scéně za Zdí se děj přesouvá na hrad Zimohrad, kde vládne rodina Starků. Hlavou rodiny je Eddard „Ned“ Stark (Sean Bean), který má se svojí manželkou Catelyn (Michelle Fairleyová), rozenou Tullyovou, pět dětí: nejstarší Robb (Richard Madden) je dědic Eddarda, dcera Sansa (Sophie Turner) si přeje hlavně se provdat za prince Joffreyho (Jack Gleeson), zatímco mladší Arya (Maisie Williamsová) ráda šermuje a pere se. Dále jsou tu i synové Bran (Isaac Hempstead-Wright) a šestiletý Rickon (Art Parkinson). Krom těchto pěti dětí má Ned i nemanželského syna, bastarda, Jona Sněha, který si přeje vstoupit do Noční hlídky, a jako rukojmí drží i Theona Greyjoye (Alfie Allen), právoplatného dědice Železných ostrovů.
Malý Bran trénuje společně s Jonem a Robbem lukostřelbu, když jeho otci přijde zpráva, že byl chycen zběh ze Zdi jménem Will. Eddard se svého druhého syna rozhodne na popravu vzít a oba si tak vyslechnou i zběhovo mluvení o Bílých chodcích. Po stětí Willa se Ned, Robb, Jon, Bran, Theon a několik vojáků vrací na hrad, když narazí na mrtvého jelena, kterému očividně velké zvíře rozsápalo břicho. Po krátkém pátrání objeví i viníka: mrtvou fenu zlovlka, která zemřela krátce po útoku, během něhož si zapíchla do krku jelenův paroh. Krom toho, že zlovlci na jih od Zdi nikdy nežili, má navíc fena i šest štěňat. Ačkoliv je původně chtějí utratit, Ned rozhodne, že jelikož má jeho rod zlovlka ve znaku, nebylo by správné je zabít. Každému ze svých dětí, včetně Jona, tak dá jedno štěně.
Skupina se vrací na Zimohrad a Cat přinese Nedovi zprávu z Králova přístaviště, ve které se píše o náhlé smrti králova pobočníka a Catelynina švagra Jona Arryna. Přidán je i dovětek o tom, že král s rodinou míří na hrad. Početná skupina skutečně zakrátko dorazí: přijíždí král Robert (Mark Addy) se svojí manželkou Cersei, jejich třemi dětmi Joffreym, Myrcellou (Aimee Richardson) a Tommenem (Callum Wharry), Cerseiným dvojčetem Jaimem a mladším bratrem Tyrionem (Peter Dinklage). Robert první navštíví kobku s hrobem Lyanny Stark, Nedovy sestry, kterou miloval. Zde Eddarda označí jako jediného člověka, kterému věří, a prohlásí ho svým pobočníkem.
V noci Cat dostane zprávu od své sestry Lisy, ve které píše, že si myslí, že její manžel Jon Arryn nezemřel na horečku, ale zabil ho jed. Proto i se synem utekla do Orlího hnízda, rodového sídla Arrynů. Catelyn ze strachu před Lannistery zprávu spálí, své sestře ale věří.
Brandon šplhá do polorozpadlé věže, kde uvidí Jaimeho Lannistera souložit se svou sestrou, královnou Cersei. Když si ho pár všimne, oba se zaleknou toho, že by je mohl prozradit a Jaime tak mladíka po krátkém rozhovoru z věže shodí.

### V Pentosu
Právoplatný král Západozemí Viserys Targaryen (Harry Lloyd) se chystá svoji mladší sestru Daenerys (Emilia Clarkeová) provdat za khala Droga (Jason Momoa), který by mu měl dodat armádu, v podobě svého khalasaru, se kterou by Viserys zpět získal svoji zemi. Pomáhá mu s tím Magistr Illyrio (Roger Allam), který exilového krále podporuje. Daenerys si sice khala vzít nechce, když jí to ale bratr nařídí, podvolí se. Během svatby se pak poprvé setká s Jorahem Mormmontem (Iain Glen) a jako svatební dar také dostane tři zkamenělá dračí vejce.

## Produkce

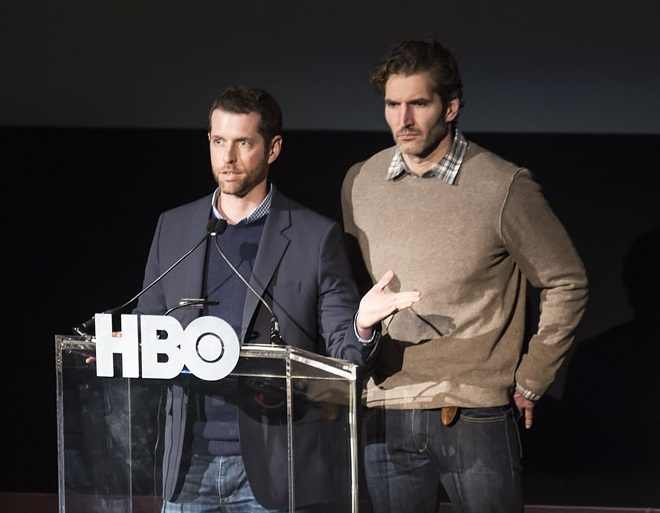
Hlavní tvůrci seriálu: D. B. Weiss a David Benioff

George R. R. Martina oslovila řada filmových studií s nabídkou, že by jeho knihy zfilmovaly, nicméně, Martin se ke všem vyjádřil tak, že jeho série je moc obsáhlá na filmy a jediným řešením je tak seriál. V roce 2006 pak David Benioff za HBO jednal s literárním agentem George Martina, což vyústilo ve vytvoření seriálu. Když HBO získalo právo na Martinovy romány, David Benioff se společně s D. B. Weissem stali hlavními tvůrci seriálu. V lednu 2007 se seriál začal vytvářet.
Samotná epizoda byla natočena podle několika kapitol v prvním románu Hra o trůny, konkrétně podle prologu a kapitol Bran I., Catelyn I., Daenerys I., Eddard I., Jon I., Catelyn II., Arya I., Bran II. a Daenerys II. V dílu jsou menší odchylky: podle knihy má například přežít jako jediný průzkumník Gared, nikoliv Will.
Původně měl režii prvního dílu na starost Tom McCarthy a díl skutečně natáčel: od 24. října do 19. listopadu 2009. Natáčení probíhalo v Severním Irsku, Skotsku a Maroku, nicméně vše skončilo fiaskem a všechny natočené scény byly smazány. Podle hlavních scenáristů měla pilotní scéna mnoho chyb, například v ní ani nebylo řečeno, že Jaime a Cersei jsou sourozenci. Nová pilotní scéna se tak začala točit až roku 2010, kde již byl režisérem Tim Van Patten. Ten vyměnil i několik herců: například původní představitelkou Daenerys byla Tamzin Merchant, nikoliv Emilia Clarkeová. I Catelyn Stark měla být původně ztvárněna jinou herečkou, než jak tomu bylo při druhém pokusu, a to Jennifer Ehleovou. Jon Sníh měl být zase ztvárněn Finnem Jonesem, ten ale nakonec získal roli Květinového rytíře, sera Lorase Tyrella. V původním pilotním díle byl Pentos natáčený v Maroku, zatímco při druhém pokusu už se Pentos natáčel na Maltě. Pro scénu se svatbou Daenerys a Droga bylo vybráno Azurové okno, kde později došlo i ke sporu kvůli ekosystému, který mělo natáčení narušit. Natáčení navíc provázelo i těhotenství představitelky Cersei: Leny Headey. Při sex-scéně s Jaimem proto byla použita technika body double, kdy tělo hraje jeden herec a obličej druhý, což se následně zkompletuje pomocí počítačové grafiky.